# بلال الميساوي
بلال الميساوي، كاتب سيناريو، وكاتب عمود تونسي من مواليد 31 كانون الأول 1988 بمحافظة ظفار، جنوب سلطنة عمان.اشتهر بسلسلة دنيا أخرى.

## أعماله
ألف بلال الميساوي العديد من السلسلات الهزلية والمسلسلات التي لاقت نجاحا كبيرا في تونس، كما عمل في العديد من القنوات والإذاعات:
- 2015-2018: كاتب عمود ببرنامج لاباس وبرنامج أمور جدية مع نوفل الورتاني على قناة الحوار التونسي.[6]
- 2020 : كاتب عمود ببرنامج «البرايم» على راديو ديوان اف ام مع شاكر بالشيخ.
- 2020: كاتب سيناريو لسيتكوم «الحجر الصحي» على قناة التاسعة.
- 2015-2018: كاتب عمود ببرنامج «فز نسمع العز» على اذاعة إي أف أم مع جعفر الڤاسمي.

- 2018-2021: كاتب عمود ببرنامج ديما لاباس واضحك معنا على قناة التاسعة.[7][8]

## مؤلفاته
- الحجر الصحي 2020 مسلسل[9][10][11][12]
- الهربة 2019 مسلسل[13]
- دنيا أخرى جزء 3 2018 مسلسل[14]
- دنيا أخرى جزء 2 2017 مسلسل
- دنيا أخرى جزء 2 2016 مسلسل
- بنت ولد جزء 3 2016 مسلسل[15]
- كاميرا كافيه 2014 - سيتكوم (كوميديا الموقف)[16]
- تونس 2050 جزء4 2013 [17]
- أي تونسي 2012 سيتكوم[16]

## جوائز
- الحجر الصحي رمضان 2020، أفضل سلسلة [10]

## وصلات خارجية
بلال الميساوي على القاعدة العالمية لبيانات الأفلام IMDB
بلال الميساوي على قاعدة بيانات الأفلام العربية